# Жизнь и приключения сарая Номер XII
«Жизнь и приключения сарая Номер XII» — рассказ современного русского писателя Виктора Пелевина, опубликованный в 1991 году в журнале «Химия и жизнь» (№ 7, 1991, с. 100—104) и в том же году в составе сборника «Синий фонарь».

## Содержание
В рассказе «Жизнь и приключения сарая Номер XII» автор раскрывает антропоморфную сущность предметов, умеющих думать и страдать. Главный герой, сарай Номер XII, проходит внутреннюю эволюцию, приводящую к духовной свободе, и частично получает ответы на вопросы о смысле жизни.
В рассказе поднимается тема взросления. В самом начале, являясь кучей досок, главный герой почти не осознавал себя. Затем он стал сараем для велосипедов, был покрашен в алый цвет и получил своё имя — Номер XII. С этого момента он начал осознавать себя личностью.
Будучи сараем для велосипедов, Номер XII мечтал о том, чтобы стать велосипедом и отправиться в путешествие. Два соседа, сараи 13 и 14, в которых хранились овощи, наводили на него тоску. После продажи сарая Номера XII велосипеды из него убрали. Их заменила бочка с солёными огурцами. У Номера XII началась семейная жизнь: бочка стала для него женой, а огурцы — детьми. С этого момента сарай впадает в депрессию и теряет интерес к окружающему миру.
В попытке вернуться к ощущению юношеской восторженности, сарай жертвует собой и губит бочку с огурцами, а также соседние сараи 13 и 14. Обретая, по мнению литературоведа Т. В. Щучкиной, духовную свободу.